# E-Artsup
E-Artsup är en fransk Grande École som utexaminerar multimedia experter i norra Frankrike (Paris, Bordeaux, Lyon, Nantes, Lille, Montpellier, Toulouse), och som är medlem av IONIS Education Group.